# 1645 en philosophie
Chronologie de la philosophie
- 1641
- 1642
- 1643
- 1644
- 1645
- 1646
- 1647
- 1648
- 1649

L’année 1645 a été marquée, en philosophie, par les événements suivants :

## Publications
- Jacques Gaffarel : Quaestio pacifica, num orta in religione dissidia componi et conciliari possint per humanas rationes et philosophorum principia 44, Paris, apud C. Du Mesnil, 1645 ;

- Thomas Hobbes : Of Liberty and Necessity, (1645, publié sans l’accord de Hobbes en 1654), EW IV, 229-278 ; De la liberté et de la nécessité, traduction et notes par F. Lessay, dans Œuvres traduites, T. XI-1, Paris, Vrin, 1993, 29-118.

- Georg Stengel :  Spes & Fiducia, curis iudiciisque Dei, erga homines in hac vita existentes, Firmata. Apud Gregorium Haenlinum, Ingolstadii, 1645. C'est un travail qui traite de la bonté et la justice de Dieu. Employant son érudition, Stengel se sert de l'histoire contemporaine et de l'histoire ancienne, de la littérature et des arts, pour tirer quelques leçons morales particulières.

## Naissances
- René Fédé est un philosophe français du XVIIe siècle né à Châteaudun en 1645, mort dans la même ville le 17 avril 1716[1].

## Décès
- 13 juillet à Paris : Marie de Gournay (née Marie Le Jars), née le 6 octobre 1565[2] à Paris, est une femme de lettres française des XVIe et XVIIe siècles et « fille d’alliance »[3] de Michel de Montaigne, dont elle publia en 1595 la troisième édition des Essais, augmentée de toutes les corrections manuscrites de Montaigne.